# اگه می‌تونی منو متوقف کن
اگه می‌تونی منو متوقف کن (به هندی: Rok Sako To Rok Lo) فیلمی است محصول سال ۲۰۰۴ و به کارگردانی آریندام چاندوری است. در این فیلم بازیگرانی همچون سانی دئول، یاش پاندیت، مانجاری فاندیس، نامراتا شیرودکار ایفای نقش کرده‌اند.